# Schiffsvereisung

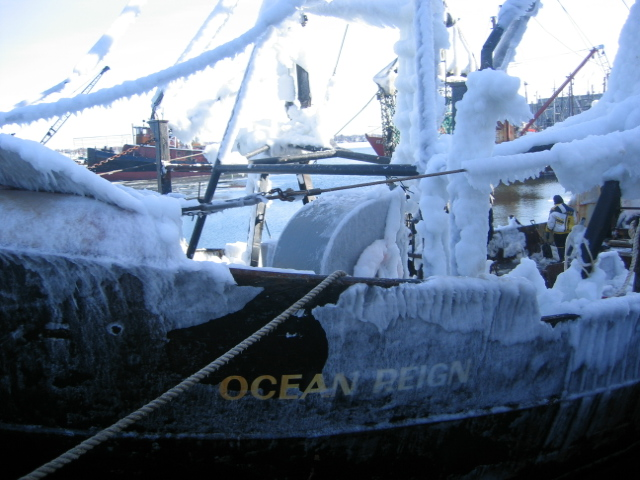
Vereisung an Deck eines Fischereifahrzeuges

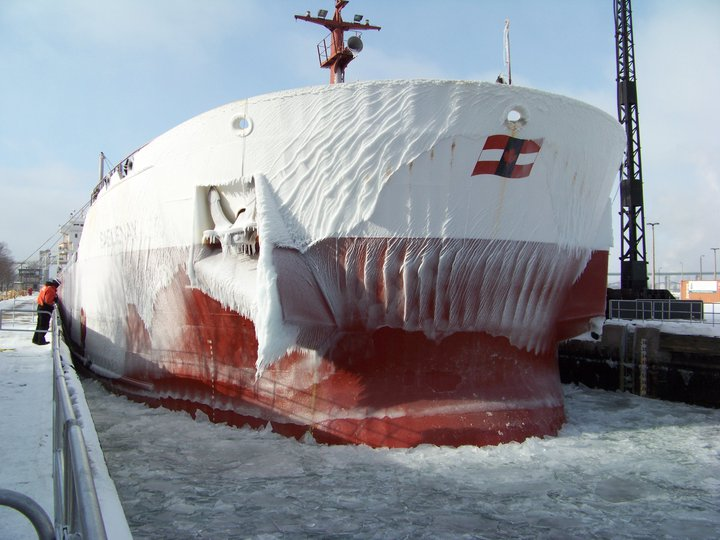
Vereister Bugbereich eines Lakers

Unter Schiffsvereisung versteht man das Vereisen von Schiffen oberhalb der Wasserlinie bei Lufttemperaturen unter dem Gefrierpunkt. Das Phänomen verringert unter anderem die Schiffsstabilität und kann bei entsprechender Ausprägung zu einer Gefährdung des Schiffes führen. Es werden zwei Arten der Schiffsvereisung unterschieden, die Spritzwasservereisung durch Seewasser und die Süßwasservereisung.
Spritzwasservereisung tritt auf, wenn die Lufttemperatur unter dem Gefrierpunkt des Seewassers liegt und überkommendes Spritzwasser, gegebenenfalls auch Gischt, an Teilen des Überwasserschiffs gefriert. Die Art und Menge der Eisbildung hängt von verschiedenen Faktoren ab. Die wesentlichsten davon sind die Luft- und Wassertemperatur, der Salzgehalt des Wassers, Windstärke und Seegang und die Geschwindigkeit und das Seeverhalten des Schiffes in der See. Man geht bei Seeschiffen ab einer Temperatur von −2° Celsius und einer Windstärke von 5 Beaufort von beginnender, ab 7 Beaufort von mäßiger und ab 8 Beaufort von starker Schiffsvereisung aus, wobei tiefere Temperaturen die Vereisung beschleunigen. Als Gegenmaßnahmen dienen Fahrtverminderung, Kursänderung und das Abschlagen des Eises.
Süßwasservereisung, auch „Schwarzer Frost“, kommt bei Temperaturen unter dem Gefrierpunkt durch Seerauch, Nebel oder Regen vor. Die Vereisung durch Süßwasser bildet eine härtere Eisschicht, die sich schwerer abschlagen lässt als die Vereisung durch Spritzwasser.
Die Vereisung des Überwasserschiffs führt zu einer Reihe von Gefährdungen. Die Massenzunahme durch Eis (Eislast) verringert den Freibord und die Stabilität des Schiffes. Ungleichmäßiges Vereisen kann zur Vertrimmung und Krängung führen. Die Vereisung behindert alle Arbeiten an Deck, insbesondere die Handhabung von Decksmaschinen. Darüber hinaus können Positionslaternen und Rettungsmittel vereisen.